# وزلا
وزلا (به ایتالیایی: Vazzola) یک کومونه در ایتالیا است که در استان ترویزو واقع شده‌است.

## خصوصیات
وزلا ۲۶٫۰ کیلومترمربع مساحت و ۶٬۷۸۳ نفر جمعیت دارد.